# Championnat d'Allemagne féminin de football 2012-2013
Navigation
Édition précédente Édition suivante
La Frauen-Bundesliga 2012-2013 est la 40e édition du championnat d'Allemagne féminin de football.
Le premier niveau du championnat féminin oppose douze clubs allemands en une série de vingt-deux rencontres jouées durant la saison de football. La compétition débute le samedi 1er septembre 2012 et s'achève le dimanche 12 mai 2013.
Les deux premières places du championnat sont qualificatives pour la Ligue des champions féminine de l'UEFA alors que les deux dernières places sont synonymes de relégation en 2. Frauen-Bundesliga.
Lors de l'exercice précédent, le FSV Gütersloh et le VfL Sindelfingen ont gagné le droit d'évoluer dans cette compétition après avoir fini premiers de leurs groupes respectifs de 2. Frauen-Bundesliga.
Le FFC Turbine Potsdam et le VfL Wolfsbourg, respectivement champion et vice-champion en 2012, sont quant à eux, les représentants allemands en Ligue des champions féminine de l'UEFA 2012-2013.
À l'issue de la saison, le VfL Wolfsbourg décroche le premier titre de champion d'Allemagne de son histoire. Dans le bas du classement, le VfL Sindelfingen et le FSV Gütersloh, sont relégués.
| \| Bayern Munich FFC Francfort FSV Gütersloh Bayer Leverkusen VfL Wolfsbourg FFC Turbine Potsdam FCR Duisbourg SG Essen-Schönebeck FF USV Iéna SC Bad Neuenahr SC Fribourg VfL Sindelfingen \| Localisation des clubs engagés dans le championnat. |
| Bayern Munich FFC Francfort FSV Gütersloh Bayer Leverkusen VfL Wolfsbourg FFC Turbine Potsdam FCR Duisbourg SG Essen-Schönebeck FF USV Iéna SC Bad Neuenahr SC Fribourg VfL Sindelfingen                                                           |

## Participants
Ce tableau présente les douze équipes qualifiées pour disputer le championnat 2012-2013. On y trouve le nom des clubs, le nom des entraîneurs et leur nationalité, la date de création du club, l'année de la dernière montée au sein de l'élite, leur classement de la saison précédente, le nom des stades ainsi que la capacité de ces derniers.
Légende des couleurs
- Qualifié pour la phase finale de la Ligue des champions 2012-2013.
- Promu de 2. Frauen-Bundesliga.

| Nom du club         | Entraîneur                                   | DC   | DM   | Cls 2012 | Stade                    | Capacité | Nb T. |
| ------------------- | -------------------------------------------- | ---- | ---- | -------- | ------------------------ | -------- | ----- |
| FFC Turbine Potsdam | Bernd Schröder                               | 1971 | 1994 | 1        | Karl-Liebknecht-Stadion  | 10 499   | 6     |
| VfL Wolfsbourg      | Ralf Kellermann                              | 1973 | 2006 | 2        | VfL-Stadion am Elsterweg | 17 600   | /     |
| FFC Francfort       | Sven Kahlert → Philipp Dahm → Sascha Glass   | 1973 | 1990 | 3        | Stadion am Brentanobad   | 5 200    | 7     |
| FCR Duisbourg       | Marco Ketelaer → Petra Hauser → Sven Kahlert | 1977 | 1993 | 4        | PCC-Stadion              | 3 000    | 1     |
| SG Essen-Schönebeck | Markus Högner                                | 2000 | 2004 | 5        | Stadion Essen            | 20 650   | /     |
| Bayern Munich       | Thomas Wörle                                 | 1970 | 2000 | 6        | Sportpark Aschheim       | 3 000    | /     |
| SC Bad Neuenahr     | Colin Bell                                   | 1907 | 1997 | 7        | Apollinarisstadion       | 4 580    | 1     |
| SC Fribourg         | Edgar Beck                                   | 1975 | 2011 | 8        | Möslestadion             | 18 000   | /     |
| FF USV Iéna         | Daniel Kraus                                 | -    | 2008 | 10       | Ernst-Abbe-Sportfeld     | 12 630   | /     |
| Bayer Leverkusen    | Thomas Obliers                               | 2008 | 2010 | 11       | Ulrich-Haberland-Stadion | 3 200    | /     |
| VfL Sindelfingen    | Nikolaus Koutroubis                          | 1971 | 2012 | 2.FB     | Floschenstadion          | 5 000    | /     |
| FSV Gütersloh       | Markus Graskamp                              | 1984 | 2012 | 2.FB     | Heidewaldstadion         | 12 000   | /     |

## Compétition

### Classement
Le classement est calculé avec le barème de points suivant : une victoire vaut trois points, le match nul un et la défaite zéro.
Les critères utilisés pour départager en cas d'égalité au classement sont les suivants :
1. différence entre les buts marqués et les buts concédés sur la totalité des matchs joués dans le championnat ;
2. plus grand nombre de buts marqués sur la totalité des matchs joués dans le championnat.

| Rang | Équipe                | Pts | J  | G  | N | P  | Bp | Bc | Diff |
| ---- | --------------------- | --- | -- | -- | - | -- | -- | -- | ---- |
| 1    | VfL Wolfsbourg CA     | 53  | 22 | 17 | 2 | 3  | 71 | 16 | +55  |
| 2    | FFC Turbine Potsdam T | 49  | 22 | 16 | 1 | 5  | 70 | 16 | +54  |
| 3    | FFC Francfort         | 47  | 22 | 15 | 2 | 5  | 52 | 26 | +26  |
| 4    | Bayern Munich         | 43  | 22 | 14 | 1 | 7  | 49 | 24 | +25  |
| 5    | SC Fribourg           | 32  | 22 | 9  | 5 | 8  | 33 | 31 | +2   |
| 6    | SC Bad Neuenahr       | 30  | 22 | 8  | 6 | 8  | 25 | 29 | -4   |
| 7    | SG Essen-Schönebeck   | 30  | 22 | 8  | 6 | 8  | 26 | 30 | -4   |
| 8    | Bayer Leverkusen      | 26  | 22 | 6  | 8 | 8  | 31 | 40 | -9   |
| 9    | FCR Duisbourg         | 24  | 22 | 7  | 3 | 12 | 37 | 47 | -10  |
| 10   | FF USV Iéna           | 22  | 22 | 6  | 4 | 12 | 24 | 47 | -23  |
| 11   | VfL Sindelfingen P    | 12  | 22 | 3  | 3 | 16 | 14 | 73 | -59  |
| 12   | FSV Gütersloh P       | 7   | 22 | 2  | 1 | 19 | 19 | 69 | -50  |

| Légende : | Légende : |
| --------- | --- |
|           | Qualifié pour la Ligue des champions 2013-2014 (Seizièmes de finale). |
|           | Relégué en 2. Frauen-Bundesliga. |
|           | T Tenant du titre. P Promu de 2. Frauen-Bundesliga. CA Vainqueur de la DFB-Pokal Frauen 2012-2013. Pts points ; G victoires ; N match nuls ; P défaites Bp buts marqués ; Bc buts encaissés ; Diff différence de buts |

### Résultats
| Résultats (▼dom., ►ext.)                                   | Bad | ByL | ByM | Dui | Ess | Fra | Fri | Güt  | Ién | Sin | Tur | Wol |
| SC Bad Neuenahr                                            |     | 0-0 | 1-0 | 1-1 | 1-0 | 0-1 | 4-0 | 1-0  | 0-0 | 0-0 | 0-3 | 2-2 |
| Bayer Leverkusen                                           | 1-1 |     | 2-1 | 1-1 | 0-0 | 0-3 | 1-1 | 3-0  | 1-2 | 4-0 | 2-4 | 1-4 |
| Bayern Munich                                              | 2-1 | 3-2 |     | 2-2 | 2-1 | 2-1 | 0-2 | 8-0  | 4-0 | 2-0 | 2-0 | 3-0 |
| FCR Duisbourg                                              | 0-2 | 1-2 | 2-1 |     | 2-0 | 1-3 | 2-1 | 7-3  | 4-2 | 4-0 | 0-4 | 0-1 |
| SG Essen-Schönebeck                                        | 1-2 | 0-0 | 2-0 | 2-0 |     | 3-1 | 2-3 | 2-1  | 2-2 | 2-1 | 1-0 | 0-0 |
| FFC Francfort                                              | 4-1 | 4-2 | 1-2 | 5-2 | 1-0 |     | 1-0 | 1-1  | 2-1 | 7-0 | 1-0 | 2-0 |
| SC Fribourg                                                | 1-0 | 2-2 | 0-3 | 2-1 | 1-1 | 3-1 |     | 4-1  | 2-0 | 1-1 | 1-3 | 1-2 |
| FSV Gütersloh                                              | 0-2 | 1-3 | 0-2 | 3-2 | 1-2 | 2-5 | 1-4 |      | 0-1 | 4-0 | 0-2 | 0-3 |
| FF USV Iéna                                                | 1-4 | 0-2 | 3-4 | 2-1 | 1-1 | 1-1 | 1-2 | 3-0  |     | 1-0 | 0-3 | 0-3 |
| VfL Sindelfingen                                           | 3-1 | 2-2 | 0-4 | 0-3 | 0-3 | 0-3 | 3-2 | 2-1  | 1-2 |     | 1-9 | 0-6 |
| FFC Turbine Potsdam                                        | 5-1 | 3-0 | 2-1 | 6-1 | 5-1 | 1-2 | 0-0 | 5-0  | 6-0 | 6-0 |     | 2-0 |
| VfL Wolfsbourg                                             | 4-0 | 7-0 | 2-1 | 4-0 | 6-0 | 4-2 | 1-0 | 10-0 | 4-1 | 6-0 | 2-1 |     |
| - Victoire à domicile - Match nul - Victoire à l'extérieur |     |     |     |     |     |     |     |      |     |     |     |     |

## Bilan de la saison
| Championnat d'Allemagne féminin de football 2012-2013 |                            |
| Champion                                              | VfL Wolfsbourg (1er titre) |
| Dauphin                                               | FFC Turbine Potsdam        |
| Coupes et trophées                                    |                            |
| Vainqueur DFB-Pokal Frauen 2012-2013                  | VfL Wolfsbourg             |
| Qualifications continentales                          |                            |
| Ligue des champions 2013-2014                         | VfL Wolfsbourg             |
| Ligue des champions 2013-2014                         | FFC Turbine Potsdam        |
| Promotions et relégations                             |                            |
| Promus en Frauen-Bundesliga                           | BV Cloppenburg (de)        |
| Promus en Frauen-Bundesliga                           | TSG Hoffenheim             |
| Relégués en 2. Frauen-Bundesliga                      | VfL Sindelfingen           |
| Relégués en 2. Frauen-Bundesliga                      | FSV Gütersloh              |

## Statistiques
| Cls | Joueuse                | Club                | Buts |
| --- | ---------------------- | ------------------- | ---- |
| 1   | Yūki Ōgimi             | FFC Turbine Potsdam | 18   |
| 2   | Conny Pohlers          | VfL Wolfsbourg      | 16   |
| 3   | Mandy Islacker         | FCR Duisbourg       | 15   |
| 4   | Lena Lotzen            | Bayern Munich       | 14   |
| 5   | Sarah Hagen            | Bayern Munich       | 13   |
| 5   | Kerstin Garefrekes     | FFC Francfort       | 13   |
| 7   | Alexandra Popp         | VfL Wolfsbourg      | 12   |
| 7   | Genoveva Añonma        | FFC Turbine Potsdam | 12   |
| 7   | Martina Müller         | VfL Wolfsbourg      | 12   |
| 10  | Célia Okoyino da Mbabi | SC Bad Neuenahr     | 11   |